# Liatrinae
Liatrinae podtribus sjevernoameričkih glavočika smješten u tribus Eupatorieae, dio potporodice Asteroideae. Postoji nekoliko rodova od kojih je tipičan rod raskošno perje (Liatris)

## Rodovi
1. Liatris Gaertn. ex Schreb. (39 spp.)
2. Carphephorus Cass. (7 spp.)
3. Garberia A. Gray (1 sp.)
4. Hartwrightia A. Gray ex S. Watson (1 sp.)
5. Neocuatrecasia R. M. King & H. Rob. (13 spp.)
6. Tamaulipa R. M. King & H. Rob. (1 sp.)
7. Lourteigia R. M. King & H. Rob. (12 spp.)
8. Lapidia Roque & S. C. Ferreira (1 sp.)
9. Semiria D. J. N. Hind (1 sp.)
10. Criscianthus Grossi & J. N. Nakaj. (1 sp.)